# Яскевич Георгій Олександрович
Георгій Олександрович Яскевич (29 листопада 1988, м. Новополоцьк, СРСР) — білоруський хокеїст, захисник. Виступає за «Металург» (Жлобин) у Білоруській Екстралізі.  
Хокеєм почав займатися у 1995 році у СДЮШОР «Хімік» (перший тренер — В.А. Тепляшин, В.Ф.Пульвер). Вихованець хокейної школи «Хімік» (Новополоцьк). Виступав за «Хімік-СКА 2» (Новополоцьк), «Німан» (Гродно), «Хімік» (Новополоцьк).
У складі молодіжної збірної Білорусі учасник чемпіонатів світу 2007 і 2008 (дивізіон I). У складі юніорської збірної Білорусі учасник чемпіонату світу 2005 (дивізіон I).
Досягнення
- Чемпіон Білорусі (2012)
- Володар Кубка Білорусі (2011).